# Gauntlet: Seven Sorrows
Gauntlet: Seven Sorrows est un jeu vidéo d'action-RPG sorti en 2005 et 2006 sur PlayStation 2, Xbox et Xbox 360. Le jeu a été développé et édité par Midway Games.
Il s'agit de la suite de Gauntlet Legends et de Gauntlet: Dark Legacy, sortis respectivement en 1998 et 2000.

## Accueil
- Jeuxvideo.com : 11/20[1]